# 瓦利 (卢瓦-谢尔省)
瓦利（法語：Oisly，法語發音：[wali]）是法国卢瓦-谢尔省的一个市镇，位于该省南部偏西，属于布卢瓦区。

## 地理
瓦利（47°23'22"N, 1°22'38"E）面积10.61 平方千米，位于法国中央-卢瓦尔河谷大区卢瓦-谢尔省，该省份为法国中北部省份，北起厄尔-卢瓦省，东北接卢瓦雷省，东南接谢尔省，南至安德尔省，西南接安德尔-卢瓦尔省，西北接萨尔特省。
与瓦利接壤的市镇（或旧市镇、城区）包括：舒西、库德、萨赛、索洛涅地区勒孔特鲁瓦。

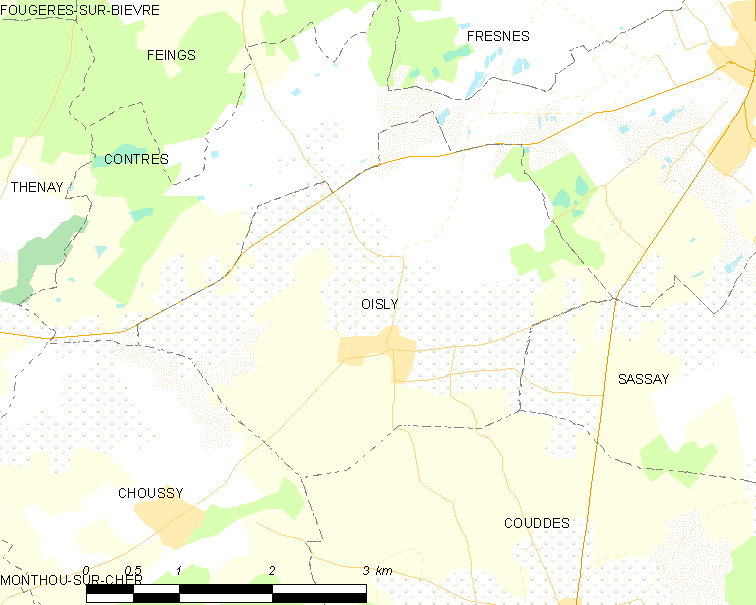
的OSM定位图

瓦利的时区为UTC+01:00、UTC+02:00（夏令时）。

## 行政
瓦利的邮政编码为41700，INSEE市镇编码为41166。

## 政治
瓦利所属的省级选区为蒙特里沙尔-瓦勒德谢尔县。

## 人口

1962-2008年间人口变化图示

瓦利于2022年1月1日时的人口数量为390人。